# Estado civil: Marta
Estado civil: Marta es una obra de teatro de Juan José Alonso Millán, estrenada en 1969.

## Argumento
Miguel, un abogado matrimonialista, a la sazón separado de su esposa, recibe en su casa la inesperada visita, a horas intempestivas, de una atractiva mujer, que dice llamarse Marta y que le confiesa que ha asesinado a su marido.

## Estreno
- Teatro Club, Madrid, 24 de enero de 1969.
  - Dirección: Ismael Merlo.
  - Escenografía: Manuel Mampaso.
  - Intérpretes: Ismael Merlo, Vicky Lagos, Ramón Reparaz, José Goyanes.

## Adaptaciones
En 1971 se estrenó, basada en la obra, la película Marta, de José Antonio Nieves Conde, protagonizada por Marisa Mell, Stephen Boyd, Jesús Puente y Nélida Quiroga.